# Moiwana-monument

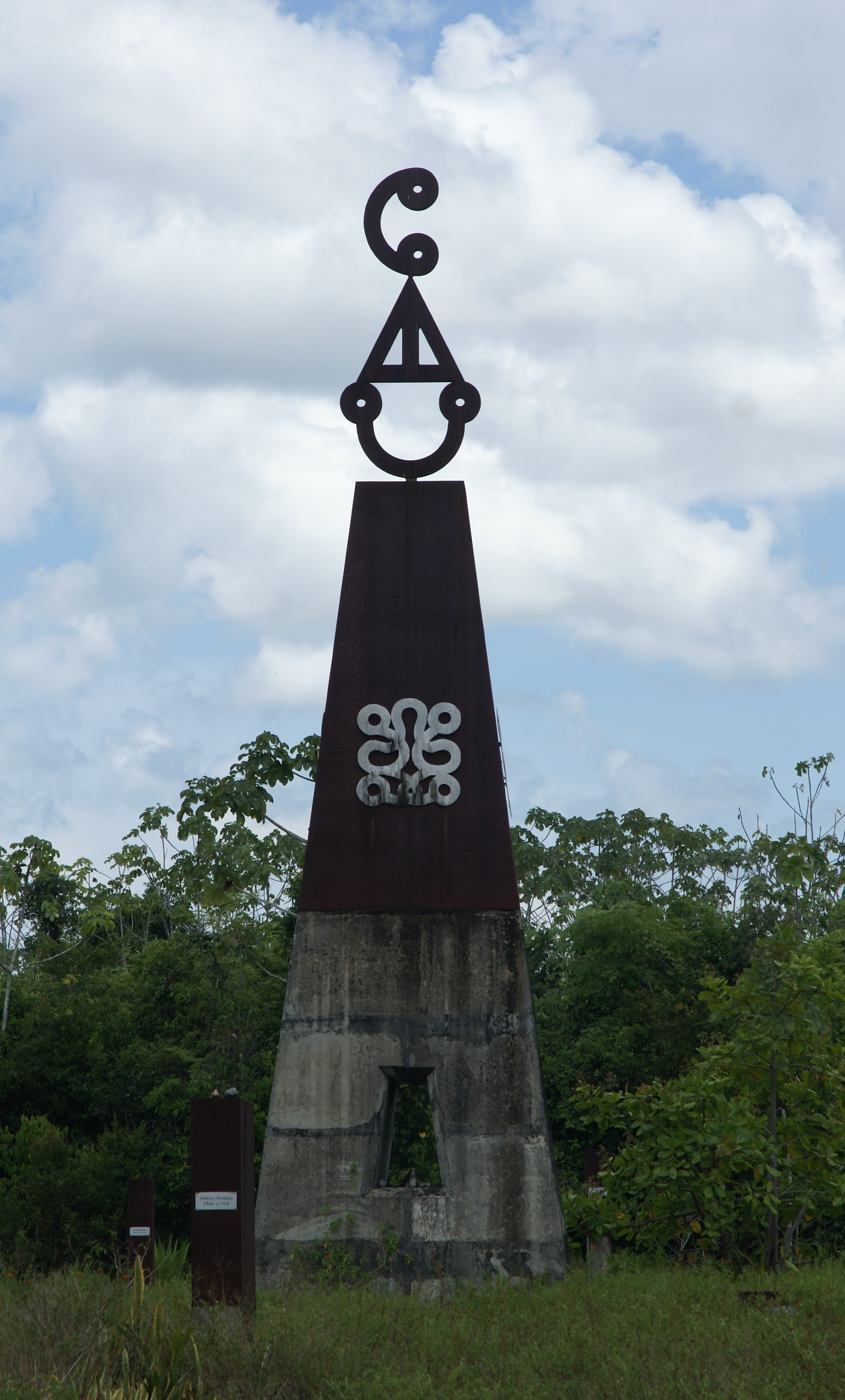
Moiwana-monument: de centrale zuil symboliserende de Kibi, de beschermheer.

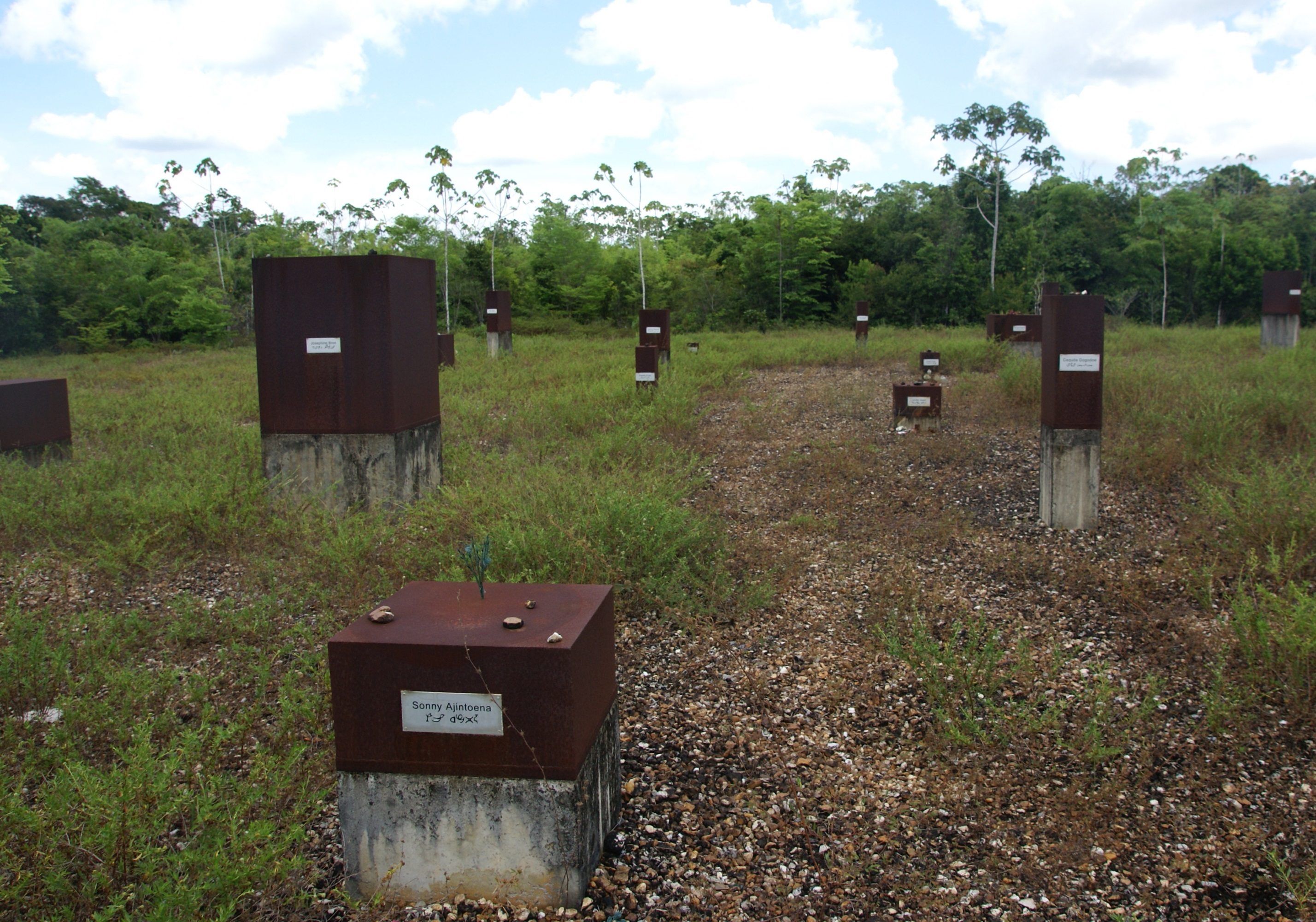
De kleine zuilen herdenken elk een van de slachtoffers.

Het Moiwana-monument is een gedenkteken in Moiwana bij Albina in het district Marowijne, Suriname, ter nagedachtenis aan de slachtoffers van de Binnenlandse Oorlog in het dorp op 29 november 1986.
Regeringstroepen van Desi Bouterse zochten in het dorp naar de rebellenleider Ronnie Brunswijk en toen deze niet werd gevonden, werden er zeker 38 dorpelingen waaronder kinderen, vermoord.
De kunstenaar Marcel Pinas maakte een monument van 1600 vierkante meter waarop 38 zuilen zijn gezet die symbool staan voor de 38 omgekomen kinderen en volwassenen. Iedere zuil is anders en kenmerkt een kind of volwassene met zijn of haar eigenschappen. De namen van de slachtoffers zijn vermeld in Afaka-schrift.
De centrale zuil in het midden van het monument is elf meter hoog en symboliseert de Kibi, de beschermheer van de gemeenschap. Hij waakt vanuit de hoogte en beschermt zijn onderdanen voor negatieve invloeden vanuit de buitenwereld. Een voorbeeld hiervan zijn de gebeurtenissen die plaatsvonden in het dorp Moiwana op die ene dag. Op de zuil staat aan alle vier de zijden het symbool voor 'saamhorigheid', gemaakt van aluminium. Ook staat op de zuil Kibi Wi, 'Bescherm ons'.
Het herdenkingsmonument werd aangeboden door het volk van Suriname op 29 november 2007.